# Années 30 av. J.-C.
Les années 30 av. J.-C. couvrent les années de 39 av. J.-C. à 30 av. J.-C.

## Évènements

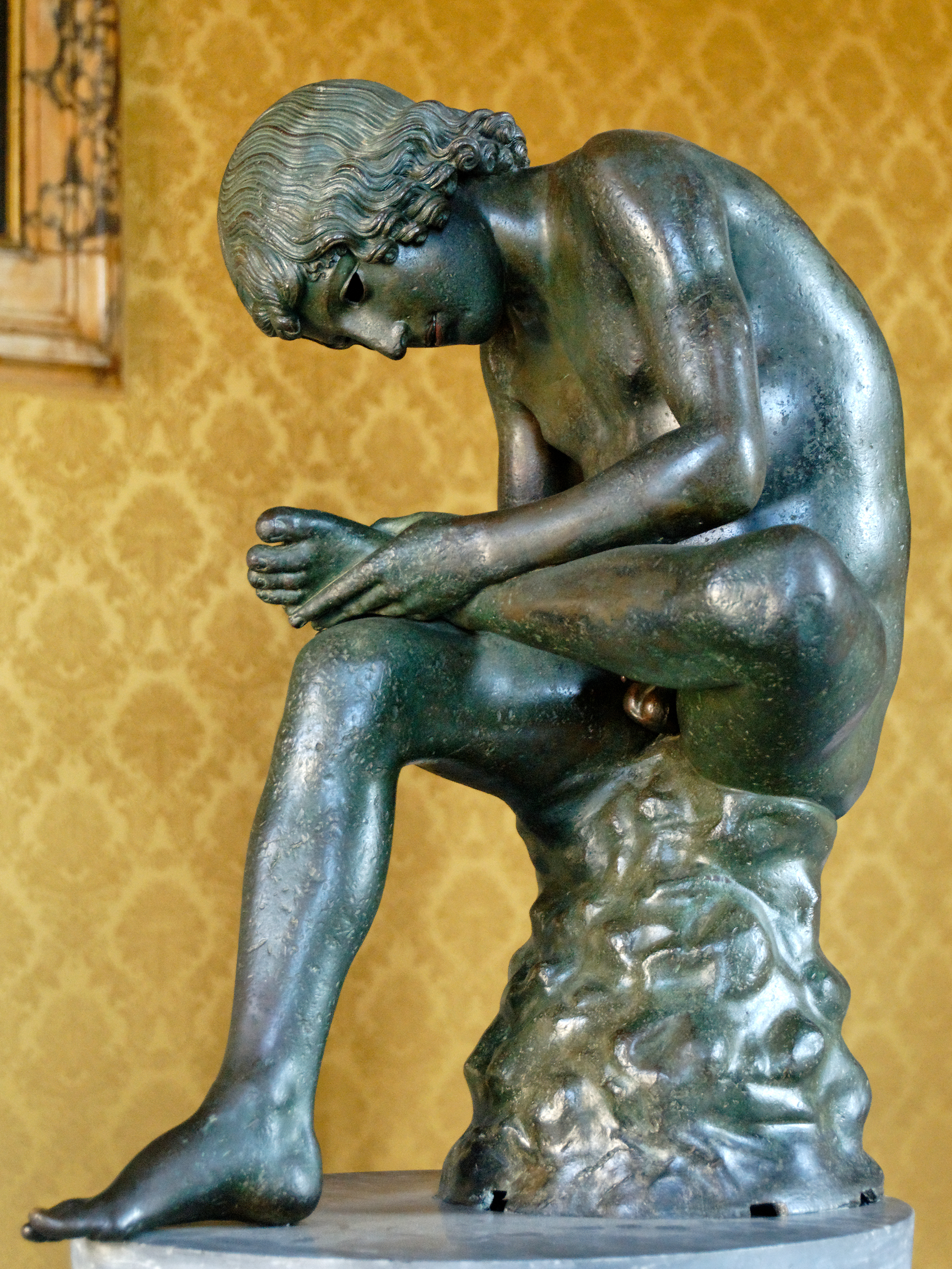
Le tireur d'épine, musée du Capitole

- Vers 41-12 av. J.-C. : règne d'Amanishakhéto, candace de Méroé[1].
- 40-38 av. J.-C. : guerre entre Rome et les Parthes[2].
- 39-36 av. J.-C. : à la suite du pacte de Misène, Sextus Pompée, fils de Pompée le Grand révolté contre les triumvirs, contrôle la Sicile et la Sardaigne[3].
- 39/38 av. J.-C. : premier gouvernement d’Agrippa en Gaule[4].
- 37 av. J.-C. : prise de Jérusalem ; Hérode Ier le Grand, fils d'Antipater, devient roi de Judée[5].

- 36 av. J.-C. : 
  - campagne de Marc-Antoine contre les Parthes qui se termine de façon désastreuse en particulier à cause de conditions climatiques hivernales difficiles[6].
  - bataille de Nauloque[7].
- 35-20 av. J.-C. : offensive de Rome en Afrique contre les Gétules, les Nasamons et les Musulames[8].
- 35-33 av. J.-C. : campagnes victorieuses d’Octavien en Illyrie et en Dalmatie[6].
- Vers 35 av. J.-C. : révolte de Sélurus dans la région de l’Etna, en Sicile. Il mène des opérations de brigandage à la tête d'une véritable armée. Pris, il est conduit à Rome et livré aux fauves[9].
- 34 av. J.-C. : donations d’Alexandrie[10].
- 32 av. J.-C. : dernière Guerre civile de la République romaine[11].
- 31 av. J.-C. : bataille d'Actium. Octave vainc Marc Antoine et accède au pouvoir[6].
- 30 av. J.-C. : début de la période romaine de l'Égypte[11].

## Personnalités significatives
- Asinius Pollion
- Auguste
- Cléopâtre VII d'Égypte
- Hérode Ier le Grand
- Livie
- Marc Antoine
- Marcus Vipsanius Agrippa
- Phraatès IV
- Sextus Pompée